# Wang Jian (uomo d'affari)
Wang Jian (王健S; Tianjin, 1961 – Bonnieux, 3 luglio 2018) è stato un imprenditore cinese, miliardario, co-fondatore e co-presidente insieme a Chen Feng di Hainan Airlines e del conglomerato affiliato HNA Group, con attività per un valore di 230 miliardi di dollari nel 2018. HNA è stata la 170ª compagnia più grande del mondo per fatturato nel 2017 secondo Fortune Global 500. Wang e Chen erano i maggiori azionisti individuali di HNA, ciascuno dei quali possedeva circa il 15% della società. Secondo Forbes, Wang era nel 2017 tra i primi 200 cinesi più ricchi con un patrimonio stimato in 1,69 miliardi di dollari. È morto per una probabile caduta accidentale durante un viaggio in Francia nel luglio 2018.

## Biografia
Wang nacque a Tianjin nel 1961. Si laureò presso l'Università dell'Aviazione Civile della Cina nel 1983 in gestione aziendale dell'aviazione, e successivamente lavorò per l'Amministrazione dell'Aviazione Civile della Cina. In seguito ebbe una formazione presso Japan Airlines grazie a una borsa di studio dell'Association for Overseas Technical Scholarship (AOTS) e conseguì un MBA presso la Maastricht School of Management nei Paesi Bassi nel 1995.

## Attività
Nel 1990, Wang partecipò alla costituzione di Hainan Airlines, con sede nella provincia di Hainan, diventando l'amministratore delegato della nuova compagnia. Insieme al partner Chen Feng, Wang fondò anche il conglomerato HNA Group, cresciuto nel tempo fino ad avere un fatturato totale di 53 miliardi di dollari nel 2017.
Chen fungeva da volto pubblico dell'azienda, mentre Wang era un manager pratico con un profilo pubblico più riservato.  Entrambi sono stati determinanti nella fenomenale trasformazione di HNA da una piccola compagnia aerea a un conglomerato globale con attività per un valore di 230 miliardi di dollari, comprese le principali partecipazioni in Hilton Hotels & Resorts, Deutsche Bank, NH Hotel Group e la proprietà di Ingram Micro. Tuttavia, la frenesia di acquisizioni di HNA venne sostanzialmente finanziata ricorrendo al debito, che aveva raggiunto i 90 miliardi di dollari nel 2018. Wang stava lavorando per vendere miliardi di dollari di attività per ridurre il carico del debito al momento della sua morte.
Wang e Chen erano i maggiori azionisti individuali di HNA, ciascuno dei quali possedeva circa il 15% della società nel 2017, rendendoli due delle persone più ricche della Cina. Oltre alle sue responsabilità presso HNA, Wang insegnò anche come professore part-time presso la sua alma mater, Civil Aviation University of China.

### Il viaggio in Francia
Nel luglio 2018, Wang effettuò un viaggio d'affari in Francia.  Il 3 luglio fece una deviazione turistica con i suoi colleghi a Bonnieux, un villaggio collinare nella regione della Provenza. Si è arrampicò su un muretto sopra una scogliera per farsi fotografare, ma perse l'equilibrio e cadde all'indietro, atterrando sulle rocce a circa 15 metri più in basso. Fu dichiarato morto poche ore dopo.
Secondo i resoconti dei media francesi, testimoni oculari dell'incidente affermarono che Wang era morto gettandosi dal muro. Ma la polizia francese negò queste affermazioni.
La morte di Wang fu un duro colpo per HNA, che stava vendendo le sue attività estere per ridurre il suo carico di debito; i prezzi delle obbligazioni in dollari della società diminuirono dopo che la sua morte venne confermata.  Hainan Airlines insieme ad altre compagnie aeree del gruppo HNA cambiarono il sito web in uno schema di colori grigio per onorare la sua morte.

## Vita privata
Wang Jian aveva un fratello minore, Wang Wei, che svolse un ruolo chiave dietro le quinte di HNA Group.